# Kussentjesjeneverbesroest
De kussentjesjeneverbesroest (Gymnosporangium tremelloides) is een schimmel behorend tot de familie Gymnosporangiaceae. Het is een heteroecische, biotrofe parasiet.

## Kenmerken
De symptomen van de infectie door de schimmel op jeneverbes zijn de telia met een gele, via oranje tot oranjerode kleur en een geleiachtige consistentie. Bij droog weer worden ze bruin, verschrompelen ze en worden ze broos door waterverlies en zijn ze moeilijk te zien. Daarnaast treedt er een slechtere groei op.
De levenscyclus vindt plaats op twee waardplanten. Spermogonia en aecia (haploïde stadia) ontwikkelen zich op de lijsterbes. De aecia worden gevormd aan de onderkant van het blad in galvormige zwellingen die opvallend en karakteristiek zijn. De telia worden op de jeneverbes gevormd.
De schimmel overwintert in de vorm van mycelium op jeneverbesscheuten. In het voorjaar ontwikkelen de telia zich uit het mycelium op jeneverbes en produceren teliosporen. In april-mei ontkiemen de teliosporen en vormen basidia met basidiosporen die de lijsterbes infecteren. In de herfst infecteren door de wind verspreide aeciosporen de jeneverbessen en het volgende jaar ontwikkelen zich teliosporen daarin. Op jeneverbesscheuten kan het mycelium van de kussentjesjeneverbesroest zich jarenlang ontwikkelen en elk jaar nieuwe generaties telia produceren. Ze infecteren lijsterbes in omstandigheden met een hoge luchtvochtigheid. Op lijsterbesbladeren ontwikkelen ze zich alleen van de lente tot de herfst, maar het volgende jaar kunnen de bladeren worden geïnfecteerd met een nieuwe generatie telia.
Telia
De telia zijn spoelvormige verdikkingen en komen in groepen voor op houtige takken van de jeneverbes. Bij nat weer hebben ze een gele, via oranje tot oranjerode kleur en een geleiachtige consistentie. Bij droog weer worden ze bruin en door waterverlies krimpen ze en worden broos en moeilijk te zien. De tweecellige, ellipsvormige tot spoelvormige teliosporen zijn geelachtig en 40–60 × 20–30 μm groot met een 0,5 tot 2 μm dikke celwand. Bij het septum zijn ze iets versmald en ze hebben afgeronde of conische uiteinden. De teliospore heeft bij het septum twee kiemporen. De kleurloze steel is lang.
Spermogonia en aecia
De basidiosporen infecteren de lijsterbes. Op plaatsen waar de basidiosporen de lijsterbessenbladeren zijn binnengedrongen, worden op de bovenkant van de bladeren bruine, 1-3 mm grote vlekken met zwarte stippen gevormd - dit zijn spermogonia waarin spermatiën met receptieve hyfen worden gevormd. Na bevruchting van een receptieve hyfe van het spermogonium door een spermatium met een ander paringstype wordt in de vlekken aan de onderkant van de bladeren een roodbruin, 0,5–1 mm groot aecium met kaneelkleurige, bolvormige tot breed ellipsvormige, 25 - 35 × 30 - 50 μm grote, haploïde-dikaryotische aeciosporen gevormd. Ze hebben een met fijne, 2-5 μm lange wratten bezette wand, die 3-5 μm dik is en 9-13 kiemporen. Het gerimpelde peridium heeft ruitvormige cellen. De ontwikkeling van de aecia duurt ongeveer 4 maanden. Aanvankelijk hebben de aecia de vorm van gele zwellingen en worden later 3 mm groot en roodbruin. Hun kegelvormig peridium (hoorn) steekt boven de zwelling uit. Er zijn meer van dergelijke hoorns op één zwelling, meestal in een cirkel gerangschikt. Ze zijn leeg van binnen. Als ze volwassen zijn, barsten ze open en vormen ze een gekartelde buis waardoor de aeciosporen tevoorschijn komen.

## Verspreiding
De schimmel komt voor in Europa en Noord-Amerika. In Nederland is de schimmel zeer zeldzaam.

## Foto's

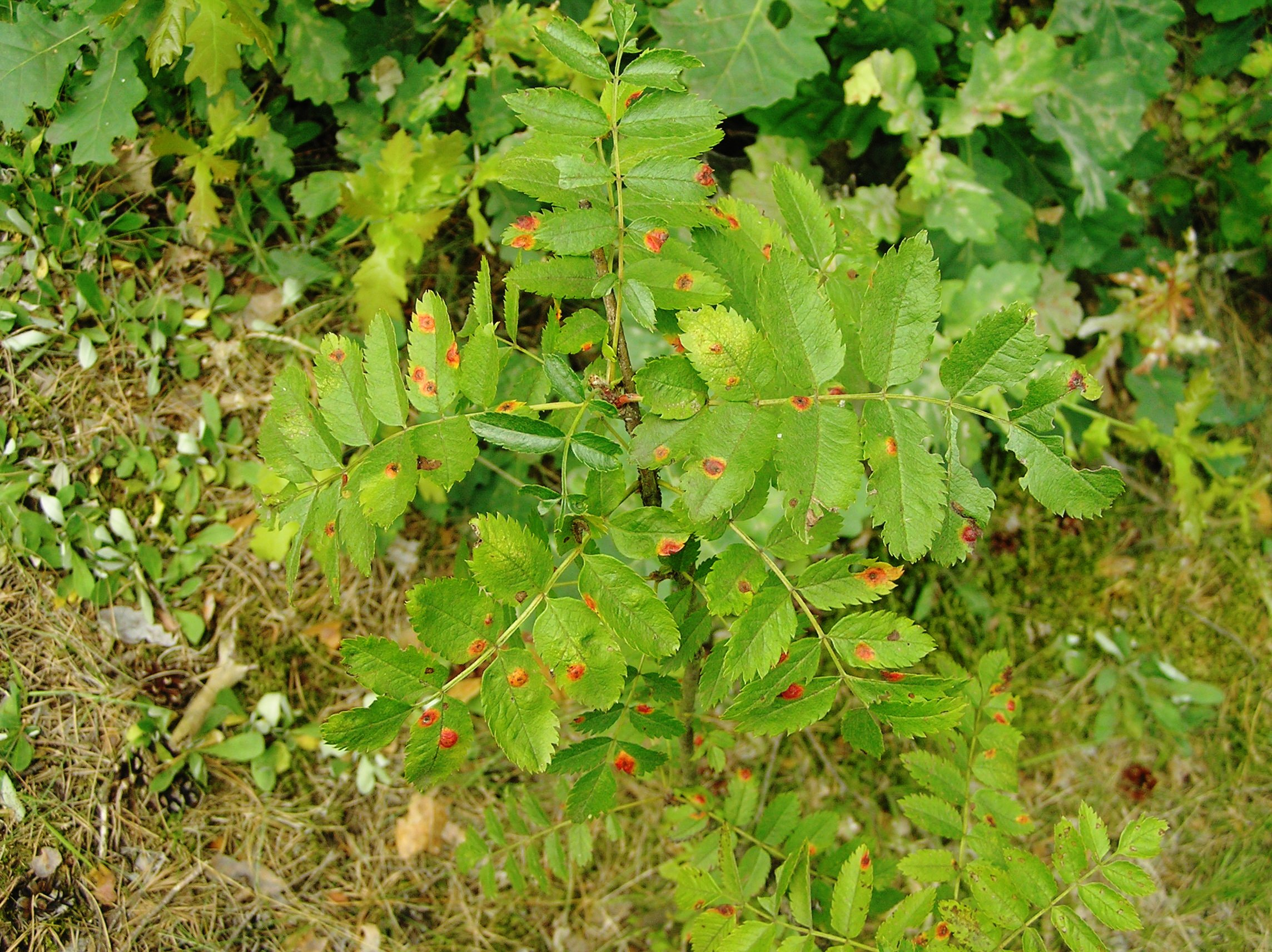
Geïnfecteerde lijsterbes
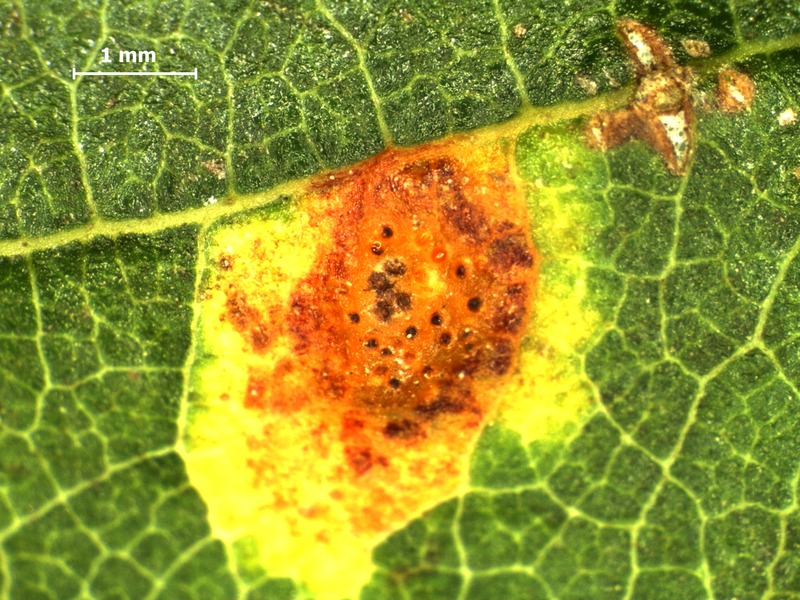
Spermogonia op meelbes
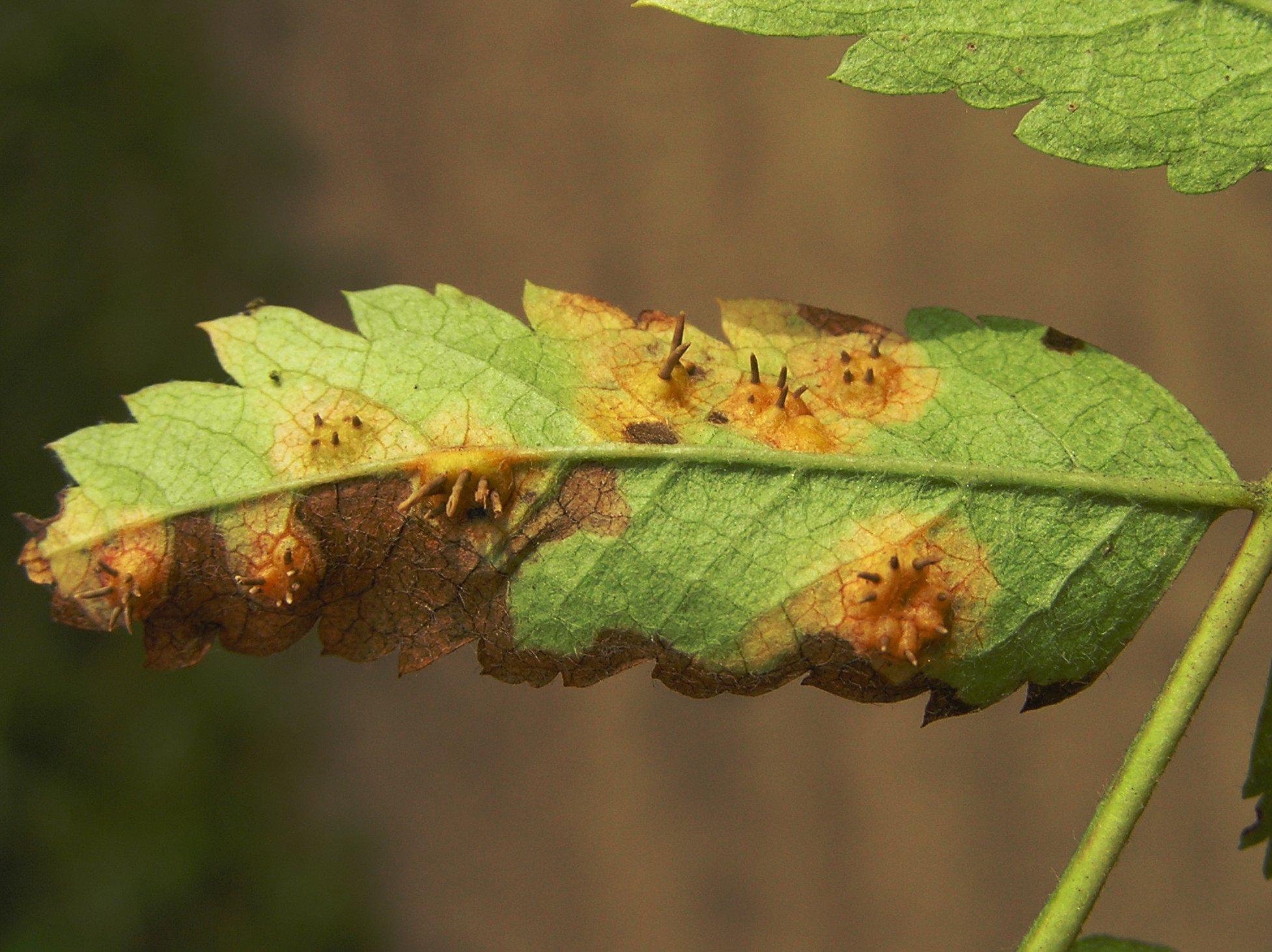
Aecia op wilde lijsterbes
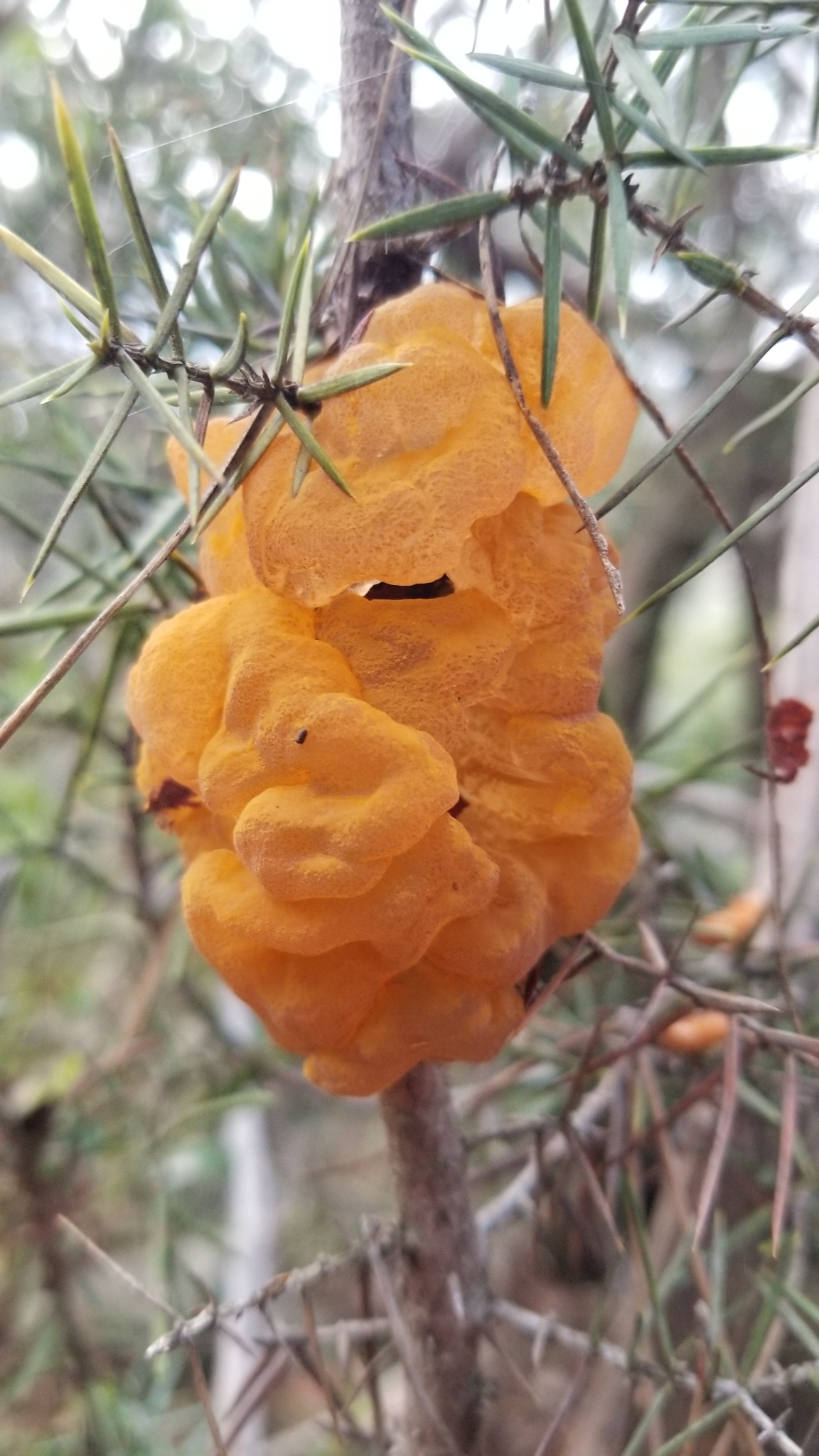
Telia
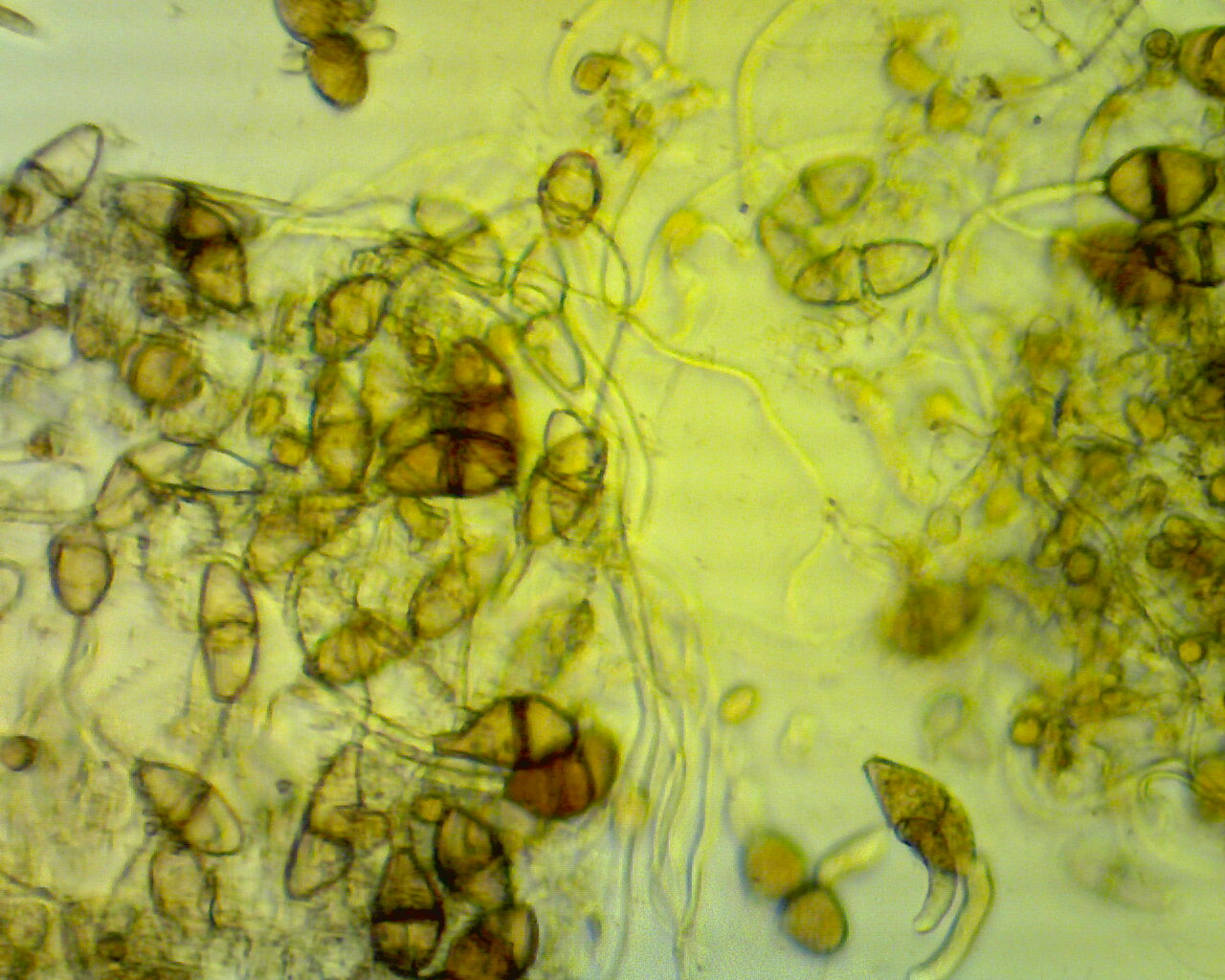
Teliosporen